# MESSENGER
Tàu thăm dò MESSENGER (viết tắt từ các chữ tiếng Anh MErcury Surface, Space ENvironment, GEochemistry and Ranging - Bề mặt Sao Thủy, môi trường không gian, địa hóa học và du hành) là một tàu vũ trụ của NASA, phóng lên vào ngày 3 tháng 8 năm 2004 để nghiên cứu về đặc tính và môi trường của Sao Thủy từ quỹ đạo. Cụ thể hơn, sứ mệnh của nó là mô tả đặc điểm hợp chất hóa học của bề mặt Sao Thủy, lịch sử địa chất, bản chất của từ trường, kích thước và trạng thái của lõi, tóm tắt linh hoạt tại các điểm cực, và bản chất của phần bên ngoài khí quyển và quyển từ với sứ mệnh trên quỹ đạo ảo trong vòng một năm Trái Đất.
Sứ mệnh này là sứ mệnh đầu tiên thám hiểm Sao Thủy trong hơn 30 năm qua; tàu vũ trụ trước đây đã từng đi qua Sao Thủy là Mariner 10, hoàn thành sứ mệnh vào tháng 3 năm 1975. MESSENGER đã cải tiến khả năng dò quét lên rất nhiều, với máy quay phim có thể phân giải các đặc điểm bề mặt xuống chỉ cần 60 feet (18 m) bắt chéo so với độ phân giải một dặm (1,61 km) của Mariner 10. MESSENGER cũng sẽ có thể chụp lại toàn bộ hành tinh; Mariner 10 chỉ có thể quan sát một bán cầu được chiếu sáng trong quỹ đạo bay.
Ngoài việc đóng vai trò như một từ đồng âm dị nghĩa (messenger trong tiếng Anh là sứ giả), MESSENGER đã được chọn làm tên của phi thuyền do thần Mercury là vị sứ giả của các thần trong thần thoại La Mã.

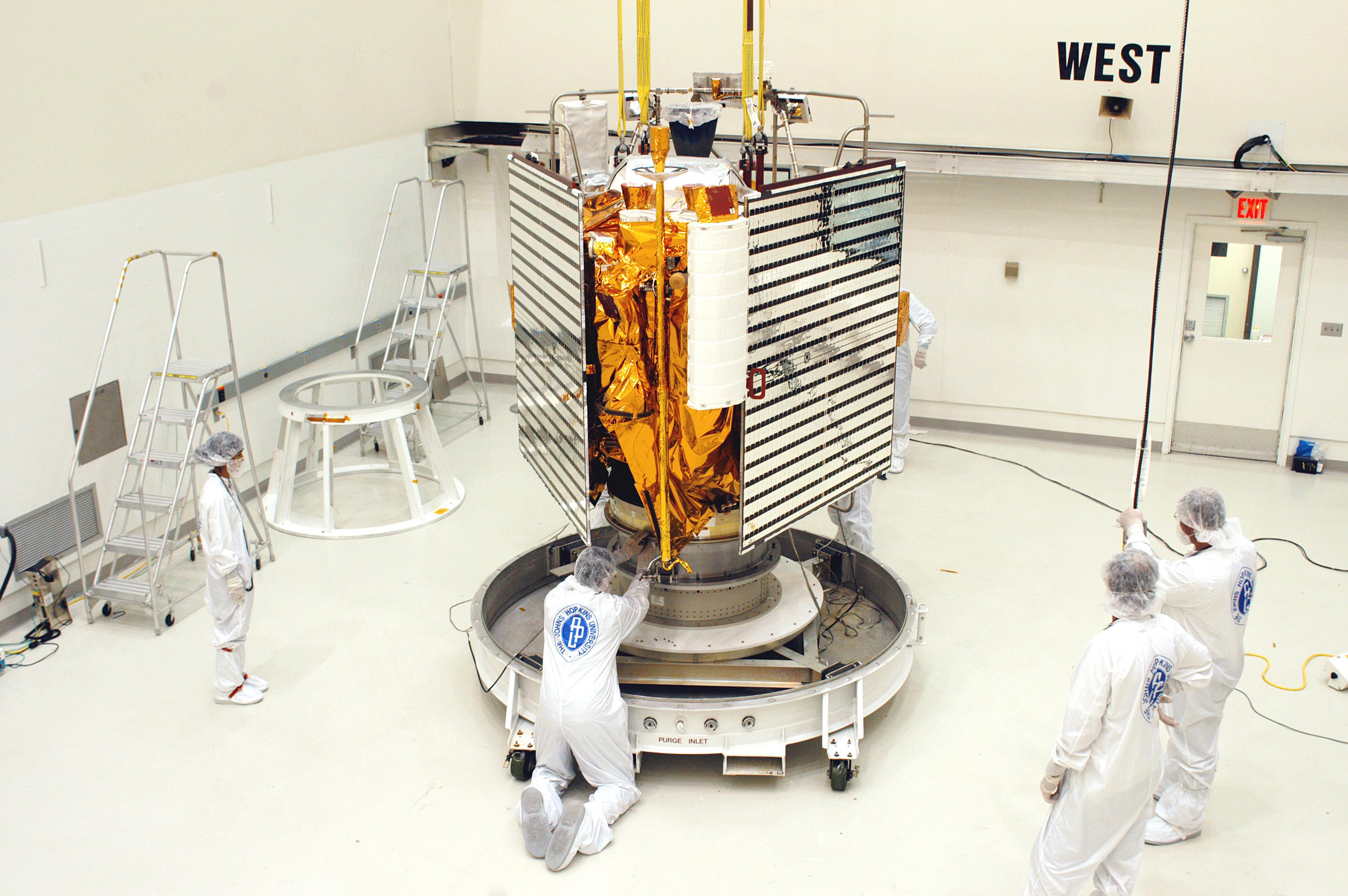
Các kỹ thuật viên chuẩn bị việc khởi động MESSENGER

Tàu thăm dò đã được phóng lên vào ngày 03 Tháng 8 năm 2004. Trên đường thâm nhập vào bên trong hệ mặt trời, tàu đã nhiều lần bay ngang qua Trái Đất, sao Kim và sao Thủy, vào ngày 18 Tháng Ba năm 2011 tại lần bay ngang qua Mercury lần thứ tư, với một 15- phút phanh cơ động tàu đã vào trong quỹ đạo quanh hành tinh này. Sau Mariner 10, đây là tàu thăm dò thứ hai đã bay ngang sao Thủy, và lần đầu tiên đi vào quỹ đạo vòng quanh hành tinh này. Nhiệm vụ kết thúc vào ngày 30 Tháng 4 năm 2015 khi tàu thăm dò sau khi sử dụng hết nhiên liệu đã rơi vào sao Thủy.
Nhiệm vụ này được dẫn dắt bởi Phòng thí nghiệm Vật lý ứng dụng (Applied Physics Laboratory APL) của Đại học Johns Hopkins, cũng là nơi đã xây dựng tàu. Các công cụ được cung cấp bởi cả APL và Trung tâm không gian Goddard của NASA, từ Đại học Michigan và Đại học Colorado. Các chi phí của nhiệm vụ, bao gồm cả tàu vũ trụ và các thiết bị, dàn tên lửa khởi động cũng như việc thực hiện nhiệm vụ và phân tích dữ liệu đến lúc kết thúc nhiệm vụ chính vào tháng 3 năm 2012 lên đến khoảng 427 triệu USD.